# If I Were King (1938)
If I Were King is een Amerikaanse avonturenfilm uit 1938 onder regie van Frank Lloyd. Het scenario is gebaseerd op de gelijknamige roman uit 1901 van de Ierse auteur Justin Huntly McCarthy. Destijds werd de film in Nederland uitgebracht onder de titel Als ik koning was.

## Verhaal
In 1463 wordt Parijs belegerd door de hertog van Bourgondië. De Franse koning Lodewijk XI is ervan overtuigd dat er een verrader aanwezig is in zijn hofhouding. Hij vermomt zich en gaat naar een herberg om te zien wie er een boodschap van de vijand aanneemt. Zo leert hij de dichter François Villon kennen, die de koning redt van een aanslag. Hij stelt Villon een week lang aan als maarschalk van Frankrijk.

## Rolverdeling
| Acteur           | Personage               |
| ---------------- | ----------------------- |
| Ronald Colman    | François Villon         |
| Basil Rathbone   | Lodewijk XI             |
| Frances Dee      | Catherine de Vaucelles  |
| Ellen Drew       | Huguette                |
| C.V. France      | Vader Villon            |
| Henry Wilcoxon   | Gardekapitein           |
| Heather Thatcher | Koningin                |
| Stanley Ridges   | René de Montigny        |
| Bruce Lester     | Noël de Jolys           |
| Walter Kingsford | Tristan l'Hermite       |
| Alma Lloyd       | Colette                 |
| Sidney Toler     | Robin Turgis            |
| Colin Tapley     | Jehan Le Loup           |
| Ralph Forbes     | Olivier Le Daim         |
| John Miljan      | Thibaut d'Aussigny      |
| William Haade    | Guy Tabarie             |
| Adrian Morris    | Colin de Cayeulx        |
| Montagu Love     | Generaal Dudon          |
| Lester Matthews  | Generaal Salière        |
| William Farnum   | Generaal Barbezier      |
| Paul Harvey      | Bourgondische gezant    |
| Barry Macollum   | Bewaker van het pakhuis |
| May Beatty       | Anna                    |
| Winter Hall      | Hofmeier                |
| Francis McDonald | Casin Cholet            |
| Ann Evers        | Hofdame                 |
| Jean Fenwick     | Hofdame                 |